# تود ألكوت
تود ألكوت (بالإنجليزية: Todd Alcott)‏ مواليد 22 أكتوبر 1961 في إلينوي، الولايات المتحدة، هو ممثل ومخرج وكاتب سيناريو أمريكي بدأ مسيرته الفنية سنة 1991.

## الأعمال
- النملة زد
- يحكى أن
- ست درجات من التباعد

## وصلات خارجية
- تود ألكوت على موقع IMDb (الإنجليزية)
- تود ألكوت على موقع ألو سيني (الفرنسية)
- تود ألكوت على موقع أول موفي (الإنجليزية)
- تود ألكوت على موقع قاعدة بيانات الأفلام السويدية (السويدية)
- تود ألكوت على موقع قاعدة بيانات الفيلم (الإنجليزية)
- تود ألكوت على موقع كينوبويسك (الروسية)
- الموقع الرسمي